# Faith Cherotich
Faith Cherotich (født 13. juli 2004) er en kenyansk atlet med speciale i forhindringsløb.

## Karriere
Cherotich vandt bronze i 3.000 meter hækkeløb ved verdensmesterskaberne i atletik i 2023. Ved junior-VM i atletik i 2022 vandt hun guld over samme distance.
Ved OL i 2024 tog hun bronze i 3.000 meter hækkeløb.